# Live at Pompeii (David Gilmour)
Live at Pompeii è il secondo album dal vivo del cantautore britannico David Gilmour, pubblicato il 29 settembre 2017 dalla Columbia Records.

## Descrizione
Contiene l'intero concerto tenuto da Gilmour presso l'anfiteatro romano di Pompei, lo stesso luogo dove il chitarrista si esibì con i Pink Floyd nel 1971 (evento immortalato nel documentario Pink Floyd: Live at Pompeii). Tappa del Rattle That Lock Tour, la scaletta ha visto alternare brani tratti dagli ultimi due album in studio di Gilmour, On an Island e Rattle That Lock, con altri tratti dal repertorio dei Pink Floyd.

## Tracce

### CD
CD 1
1. 5 A.M. – 3:13
2. Rattle That Lock – 5:21
3. Faces of Stone – 6:00
4. What Do You Want from Me – 4:41
5. The Blue – 6:34
6. The Great Gig in the Sky – 6:02
7. A Boat Lies Waiting – 4:56
8. Wish You Were Here – 5:18
9. Money – 8:13
10. In Any Tongue – 7:56
11. High Hopes – 9:38
12. One of These Days – 6:25

CD 2
1. Shine On You Crazy Diamond (Parts 1-5) – 12:30
2. Fat Old Sun – 6:24
3. Coming Back to Life – 7:10
4. On an Island – 7:05
5. Today – 6:43
6. Sorrow – 10:51
7. Run Like Hell – 7:23
8. Time/Breathe (In the Air) (Reprise) – 6:45
9. Comfortably Numb – 9:58

BD bonus nell'edizione deluxe
- Bonus Concert Films

1. South America 2015 (Astronomy Domine / Us and Them / Today / Time/Breathe (In the Air) (Reprise) /  Comfortobly Numb)
2. Wroclaw 2016 (with the NFM Wroclaw Philharmonic Orchestra) (5 A.M. / Rattle That Rock / Dancing Right in Front of Me / The Girl in the Yellow Dress / In Any Tongue)

- Documentaries

1. Tour Documentaries (Europe 2015 / South America 2015 / North America 2016 / Europe 2016)
2. David Gilmour: Wider Horizons (BBC Documentary)

### DVD/BD
DVD 1
1. 5 A.M. – 3:13
2. Rattle That Lock – 5:21
3. Faces of Stone – 6:01
4. What Do You Want from Me – 4:34
5. The Blue – 6:30
6. The Great Gig in the Sky – 6:01
7. A Boat Lies Waiting – 4:55
8. Wish You Were Here – 5:18
9. Money – 8:12
10. In Any Tongue – 8:02
11. High Hopes – 9:58

DVD 2
1. One of These Days – 6:35
2. Shine On You Crazy Diamond (Parts 1-5) – 12:37
3. Fat Old Sun – 5:58
4. Coming Back to Life – 7:16
5. On an Island – 7:08
6. Today – 6:34
7. Sorrow – 10:49
8. Run Like Hell – 7:15
9. Time/Breathe (In the Air) (Reprise) – 6:45
10. Comfortably Numb – 9:41

- Documentary

1. Pompeii Then and Now – 7:17

## Formazione
Musicisti
- David Gilmour – chitarra acustica ed elettrica, voce
- Chester Kamen – chitarra acustica ed elettrica, voce
- Guy Pratt – basso e contrabbasso, voce
- Chuck Leavell, Greg Phillinganes – tastiera e voce
- Steve DiStanislao – batteria e voce
- João Mello – sassofono e chitarra
- Bryan Chambers, Louise Clare Marshall, Lucita Jules – voce

Produzione
- David Gilmour – produzione, missaggio
- Andy Jackson – missaggio, mastering CD
- Damon Iddins – assistenza al missaggio, registrazione dal vivo
- Mandy Parnell – mastering vinile
- Gavin Elder – direzione del concerto
- Dione Orrom – produzione del concerto

## Classifiche
| Classifica (2017) | Posizione massima |
| ----------------- | ----------------- |
| Australia         | 50                |
| Austria           | 6                 |
| Belgio (Fiandre)  | 4                 |
| Belgio (Vallonia) | 6                 |
| Canada            | 19                |
| Danimarca         | 21                |
| Finlandia         | 9                 |
| Francia           | 9                 |
| Germania          | 2                 |
| Italia            | 1                 |
| Norvegia          | 4                 |
| Nuova Zelanda     | 31                |
| Paesi Bassi       | 2                 |
| Polonia           | 7                 |
| Portogallo        | 2                 |
| Regno Unito       | 3                 |
| Repubblica Ceca   | 1                 |
| Spagna            | 6                 |
| Stati Uniti       | 45                |
| Svezia            | 12                |
| Svizzera          | 4                 |
| Ungheria          | 6                 |